# Namsosbanen
Namsosbanen, tidligere Namsoslinjen, er en jernbane mellem Grong og Namsos i Trøndelag. Banen, der er 52 km lang, har ikke længere regulær trafik.
Anlæggelsen af banen blev vedtaget af Stortinget 2. juni 1913, men anlægsarbejdede startede først i 1922. Der kom midlertidig drift i gang 1. november 1933, mens den ordinære drift begyndte 1. juli 1934. Persontrafikken på banen blev indstillet 1. januar 1978. Godstrafikken mellem Skogmo og Namsos blev indstillet 10. januar 1999, mens den fortsatte mellem Grong og Skogmo indtil 2005. I 2012 fjernedes en bro over Fylkesvei 760 syd for Skogmo, så banen reelt blev spærret for togtrafik derfra og til Namsos. Turister kan dog låne skinnecykler på campingpladsen i Namsos og benytte dem mellem Namsos og Skage. I selve Namsos er sporet asfalteret over i niveauoverskæringer.
I 2009 beregnede Jernbaneverket, at en oprustning af Namsosbanen ville koste mellem 150 og 250 mio. NOK.